# Csabdi
Csabdi è un comune dell'Ungheria di 1.174 abitanti (dati 2001). È situato nella contea di Fejér.